# On The Edge Of The Abyss
«On The Edge Of The Abyss» — четвертий студійний альбом гурту «Полинове Поле», опублікований 23 листопада 2017 року.

## Композиції
| #  | Назва                       | Тривалість |
| -- | --------------------------- | ---------- |
| 1. | «Сивий Ангел»               | 06:52      |
| 2. | «Каїнові Діти»              | 07:05      |
| 3. | «Вогні в Тумані»            | 01:46      |
| 4. | «Нічні Птахи (Remake 2017)» | 05:33      |
| 5. | «On The Edge Of The Abyss»  | 06:20      |

## Над альбомом працювали
- Сергій Владарський — барабани, запис, зведення, мастерінг
- Андрій Дивозор — клавішні, музика, аранжування
- Маріанна Лаба — вокал
- Андрій Кіндратович — бас-гітара, вокал, тексти
- Юрій Круп'як — гітара, музика, аранжування
- Оксана Мичка — комп'ютерна графіка, дизайн обкладинки